# Jamgon Kongtrul Rinpoché
Les Jamgon Kongtrul sont une lignée de tulkous de l'école Kagyu du bouddhisme tibétain. Traditionnellement, Jamgon Kongtrul Rinpoché est, avec Gyaltsab Rinpoché, Taï Sitou Rinpoché et Shamar Rinpoché, l'un des régents du karmapa.

## Lignée d'incarnations

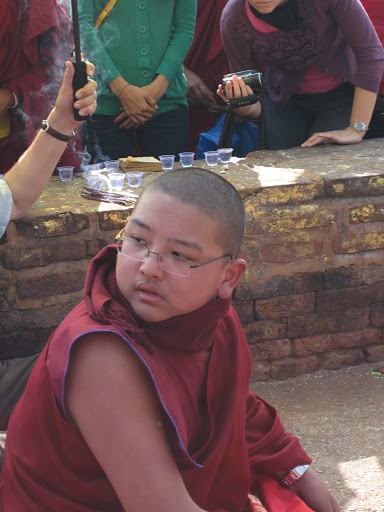
Lodrö Chökyi Nyima, un des 4e jamgon kontrul rinpoché en 2010

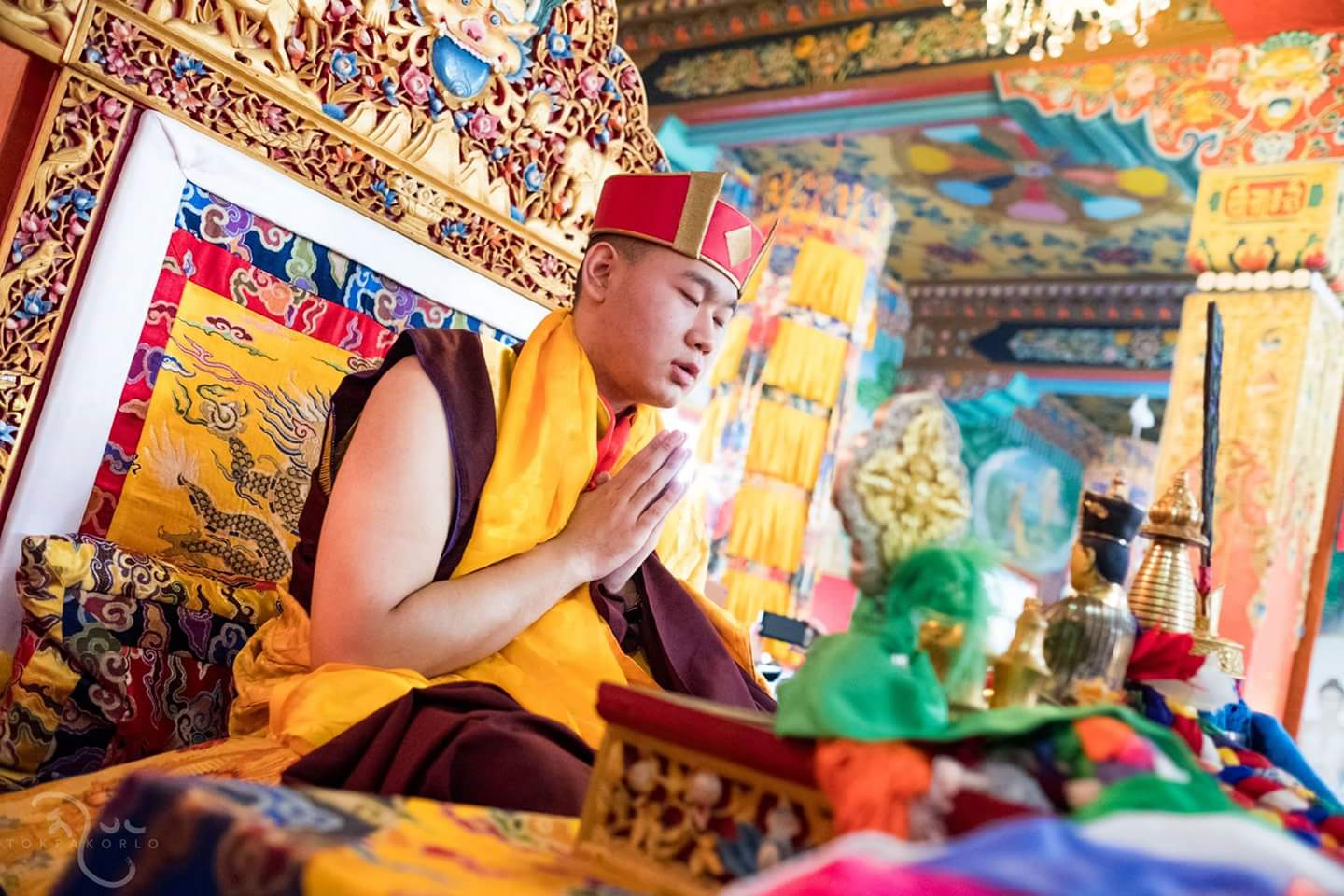
Karma Migyur Drakpa Sengge Trinley Kunkhyab Palzangpo, un des 4e jamgon kontrul rinpoché en 2016

Le 1er Jamgon Kongtrul, Jamgon Kongtrul Lodrö Thayé (1813 - 1899), fut l'un des fondateurs du mouvement Rimé, visant à rompre le sectarisme qui divisait les écoles, tout en conservant à chacune leurs instructions et leurs spécificités, avec Jamyang Khyentsé Wangpo, un grand tertön sakyapa, et Chogyur Lingpa, un grand tertön Nyingmapa. Il composa plus de 90 volumes regroupant les enseignements des lignées majeures et mineures, également les enseignements bön, collection intitulée les "Cinq Grands Trésors". Son maître racine fut le 9e Taï Sitou Rinpoché, Pema Nyinjé. Il devint le principal détenteur de la lignée Karma Kagyu et le maître racine du 15e karmapa.
Le 2e Jamgon Kongtrul, Karsé Kongtrul (1904 - 1952) fut l'un des 3 fils du 15e karmapa.
Le 3e Jamgon Kongtrul, Lodrö Chökyi Sengé (1954 - 1992) est mort à l'âge de 38 ans dans un accident de voiture en Inde.
Le 4e Jamgon Kongtrul : il existe 2 candidats :
- Lodrö Chökyi Nyima, né en 1995, a été reconnu officiellement le 12 août 1996 comme réincarnation de Jamgon Kongtrul Lodrö Thayé par le 17e karmapa Orgyen Trinley Dorje[2],[3] et par le 14e dalaï-lama.  Le 14 avril 2016, il a renoncé à ses vœux de moines dans un communiqué officiel et à travers les réseaux sociaux précisant vouloir devenir médecin[4].

- En décembre 1996, le 17e karmapa Trinley Thaye Dorje a reconnu le fils de Béru Khyentsé Rinpoché né le 17 décembre 1995 comme 4e Jamgon Kontrul en lui donnant le nom de Karma Migyur Drakpa Sengge Trinley Kunkhyab Palzangpo[5].

### Œuvres de Jamgön Kongtrül Lodrö Thayé
- La Grande Voie d'Eveil, trad. Denys Rinpoché, Editions Rimay, 2015.
- Retreat Manual, trad. Ngawang Zangpo, Snow Lion Publications, 1994.
- The Treasury of Knowledge. Elements of Tantric Practice, Snow Lion Publications, 2007.
- The Torch of Certainty, Shambala Publications, 1977.
- A Direct Path to Enlightenment, Dharmadata, 1975, 75 p.
- Creation and Completion: Essential Points of Tantric Meditation, Wisdom Publications, 2003.
- Cloudless Sky: The Mahamudra Path of the Tibetan Buddhist Kagyu, Shambala Publications, 2008.
- The Teacher-Student Relationshiup, Snow Lion Publications, 2012.
- The Autobiography of Jamgon Kongtrul: A Gem of Many Colors, trad. Richard Baron, Snow Lion Publications, 2003.

### Études
- Lama Kunsang & Marie Aubèle, L'Odyssée des Karmapas, La grande histoire des lamas à la coiffe noire, Ed. Albin Michel (2011).  (ISBN 978-2-226-22150-6)
- Ringu Tulku, The Ri-me Philosophy of Jamgön Kongtrul the Great, Shambala Publications, 2006.